# District de Zhanqian
Le district de Zhanqian (站前区 ; pinyin : Zhànqián Qū) est une subdivision administrative de la province du Liaoning en Chine. Il est placé sous la juridiction de la ville-préfecture de Yingkou.